# Elektriciteitscentrale Endesa
Endesa Termic is een 356 meter hoge schoorsteen behorende tot de thermische centrale van Endesa te As Pontes de García Rodríguez in de provincie A Coruña, noordwest Spanje. De schoorsteen werd gebouwd in 1974 en is de op een na hoogste in Europa.